# Lauterhorn
Lauterhorn är en halvö på Fårös västkust, Gotland, söder om Digerhuvud.
På Lauterhorn ligger Lauterhorns fiskeläge, som har en av Gotlands bästa hamnar. Norr om hamnen, inne i Lauterviken, ligger Lauters gård, en herrgårdsliknande byggnad från 1783.